# Zentrale Orthodoxe Synagoge Berlin

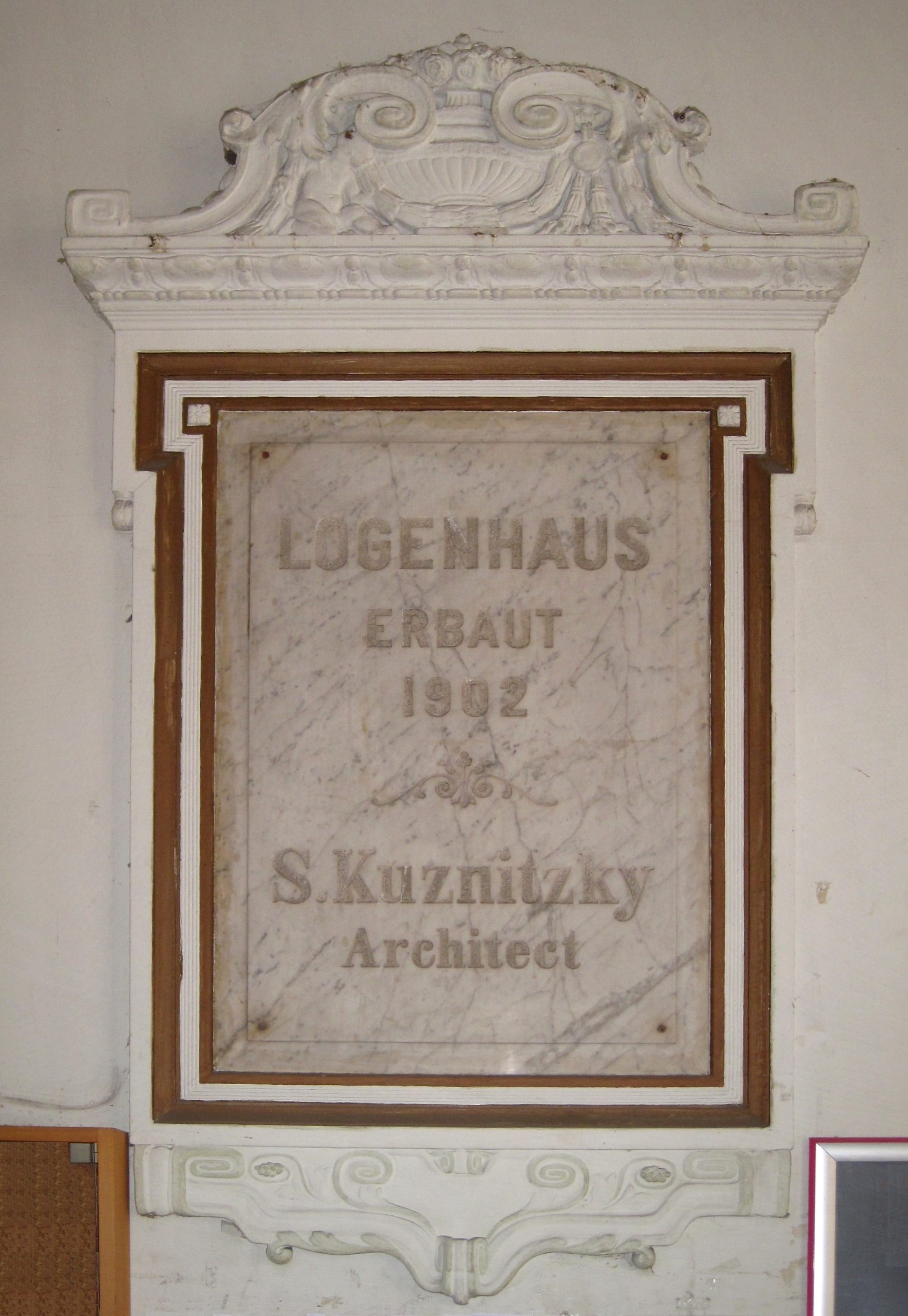
Tafel im ehemaligen Logenhaus

In der Joachimsthaler Straße 13 im Berliner Ortsteil Charlottenburg befindet sich heute die zentrale Synagoge der orthodoxen Gemeinde in Berlin. Das Gebäude wurde 1902 von der Logenbau-Gesellschaft mbH nach Entwürfen des Architekten Siegfried Kuznitzky errichtet und wurde ab 1903 von der Loge Friedrich zur Gerechtigkeit genutzt wurde. 1920 hatten bis zu fünf Logen dort ihren Sitz. Um 1935 erwarb die Jüdische Gemeinde das Grundstück.
Ab 1935 war hier die Joseph-Lehmann-Schule der Jüdischen Reformgemeinde untergebracht, ab 1941 außerdem die VIII. Volksschule der jüdischen Gemeinde. 1942 wurden die letzten Zöglinge der Joseph-Lehmann-Schule deportiert.
Aktuell werden hier neben den obligatorischen Sabbat- und Feiertagsgottesdiensten auch tägliche Morgen- und Abendgebete abgehalten.
Im Souterrain befindet sich eine Mikwe (Ritualbad), die das Grundwasser mit Hilfe einer Pumpe aus 40 Metern Tiefe fördert.
Außerdem befindet sich hier ein jüdisches Jugendzentrum und ein Studentenclub. Die Zentrale Orthodoxe Synagoge ist die einzige Synagoge der Einheitsgemeinde, in der täglich gebetet wird.